# Murmelfell
Als Murmelfell wird das Fell der Murmeltiere bezeichnet. Dieser Artikel behandelt das Murmeltierfell im Zusammenhang mit dem Rauchwarenhandel und der Verarbeitung zu Pelzen. Außer dem Fell wurde vor allem in der Vergangenheit auch das Fett und das Fleisch genutzt.

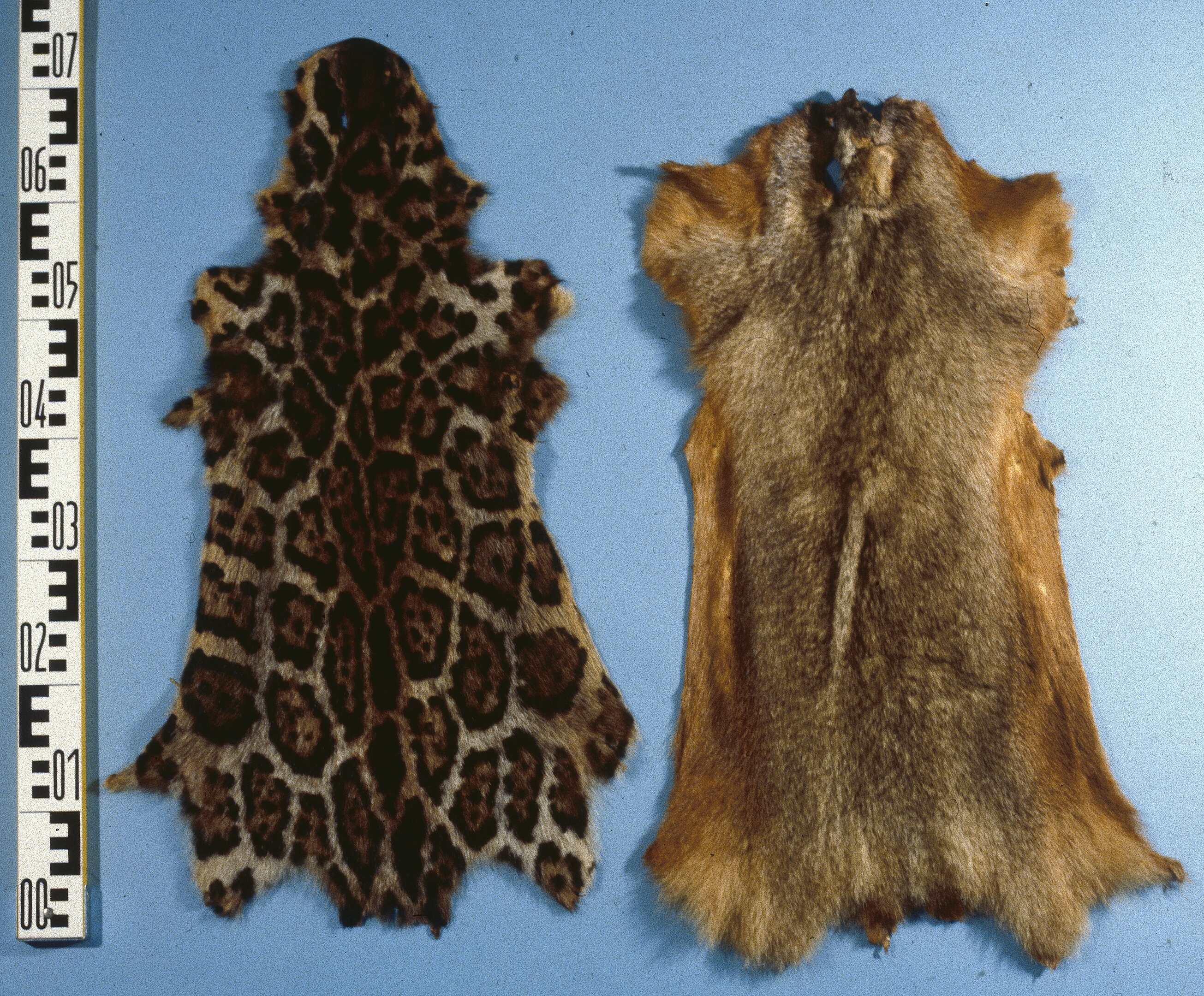
Steppenmurmel
linkes Fell mit Jaguaraufdruck

Murmelmantel, ungefärbt, ausgelassene Verarbeitung (hergestellt ca. 1985?)

Murmeltiere sind über Europa, Nordamerika und Asien verbreitet, sie unterscheiden sich in typischen Merkmalen je nach Lebensraum. Die in den Handel kommenden Felle stammen zum allergrößten Teil vom Steppenmurmel.
Das Himalaya-Murmeltier sowie das Langschwanzmurmeltier sind nach dem Washingtoner Artenschutzübereinkommen Anhang III und EG Verordnung 1332/05 Anhang C geschützt, Erstlistung seit dem 13. Oktober 1977.

## Geschichte
2006 fanden russische zusammen mit deutschen Archäologen bei Ausgrabungen im Altaj (Mongolei) die Eismumie eines Skythenkriegers aus der Pazyrik-Kultur (5.–3. Jh.). Den „blonden Prinzen“ aus den Bergen wärmte ein prächtiger Pelzmantel aus Fehfell, Zobelfell und Murmel. Die Felle waren blau und rot gefärbt mit indischem Indigo und wohl aus Persien importiertem Kermes. Vom Altaj kamen auch in der Neuzeit noch die besten mongolischen Murmelfellqualitäten.
Auch Marco Polo erwähnte im 13. Jahrhundert die Murmeltierjagd durch die Mongolen.
Bereits im frühen Mittelalter sollen Murmelfelle von Polen nach Deutschland gekommen sein. Jedoch erst Ende des 19. Jahrhunderts wurde es für lange Zeit zu einem Massenartikel der Rauchwarenwirtschaft.
Der deutsche Naturwissenschaftler Georg Wilhelm Steller bereiste mit der „Großen Russischen Expedition“ zur Erforschung Sibiriens von 1741 bis 1744 die Halbinsel Kamtschatka. In seiner „Beschreibung von dem Lande Kamtschatka“ schrieb er, „daß die ‚Tapargannen oder Murmelthiere‘ auf der kleinen Insel Lopatka an der Südspitze Kamtschatkas sowie am Tigil-Fluss im Innern der Halbinsel vorkommen, die Bewohner sich aber nicht besonders um ihren Fang bemühen; sie schätzen mehr das Fleisch als das schlechte Fell.“
Ein amerikanischer Naturwissenschaftler, Waldemar Jochelson, beobachtete ca. 1921 Tarbaganer Murmel in der Jakuten-Provinz, „eines vom Altai her im Flussgebiet der Lena weit nach Nordosten vorgedrungenen türkischen Reitervolkes“ (s. auch vorstehend). „Daß dieser Volksstamm zur Anfertigung von Pelzen Murmeltierfelle bevorzugt, führt Jochelson darauf zurück, daß sie in früheren, weit südlicheren Wohngebiet diese Pelzträger bereits kannten und schätzten.“
Krünitz erwähnte im Jahr 1794 die Verwendung des Murmelfells in Berlin, „bloß für Mützenverbrämungen“, etwa zur selben Zeit von einem anderen Autor: als „Verbrämung der großen Mützen, die in einigen Gegenden von wohlhabenden Landleuten zum Staate getragen werden“. Im Jahr 1814 schreibt Schedels Waaren-Lexikon „Die Schweiz liefert zum Handel die Häute für die Rauchwarenhändler, und das Fett für die Apotheken.“ 1911 heißt es bei Brass, „Murmeltierbraten ist namentlich in der Schweiz sehr beliebt.“ Das Fett, „in den Alpenländern ‚Mankeischmalz‘ genannt“, galt außerdem als Heilmittel vor allem gegen Tuberkulose (Fritz Schmidt, 1970).

„Der kanadische Murmel – Arctomys empetra – bewohnt die Hudsonländer und Kanada. Er ist dem Bobak sehr ähnlich und wie jener ein Höhlentier mit etwas härterem, buntgefärbtem Haar. Als sogenannter „Murmelramsch“ wird diese meist flache, schwartige Sorte zu Ostern in Leipzig angeboten. Zur Konfektionierung können diese Waren natürlich dort niemals in Betracht kommen, wo die Kürschnerfelle zu Millionen zu haben sind.“

Auch im Alpenraum hatte die Verarbeitung von Murmeltierfellen keine große Bedeutung:

„Das Fell kommt nicht in den Welthandel, wird aber lokal zu Ranzen, Jagdtaschen, Mützen usw verarbeitet.“

Letztlich fand das Murmelfell doch in recht erheblichem Umfang Eingang in die Pelzmode, vor allem Dank neuer Veredlungstechniken. Die Berliner Pelzkonfektionsfirma Elsner & Meisl hatte wohl wesentlichen Anteil an der Verbreitung der Fellart. Ein Leipziger Rauchwarenhändler berichtete von einem auf Russland spezialisierten Kollegen, wie dieser um die Wende zum 20. Jahrhundert
„erstmalig einige Arten von Murmelfellen in sehr großen Mengen aufkaufte, und die erste Schiffsladung, weil dies die billigste Beförderung war, nach Europa brachte. London soll einige Jahre gebraucht haben, diese ganze Ladung von Murmelfellen nach und nach zu verkaufen, aber der Erfolg war da; denn der neue Artikel, getrennt in die verschiedenen Gattungen wie Orenburger, Beisky und Tarbaganer wurden ein sehr beliebtes und billiges Pelzwerk für Kragen und Muffe, nachdem die Felle gefärbt waren.“
Die Verarbeitung von rund 2500 Fellen pro Jahr ist in der Schweiz während des Zweiten Weltkriegs sprunghaft auf rund 14.000 Felle – mehrheitlich für die Herstellung von Mänteln verwendet – angestiegen, weil keine Felle mehr importiert werden konnten.

## Europäisch-amerikanisches Murmeltier

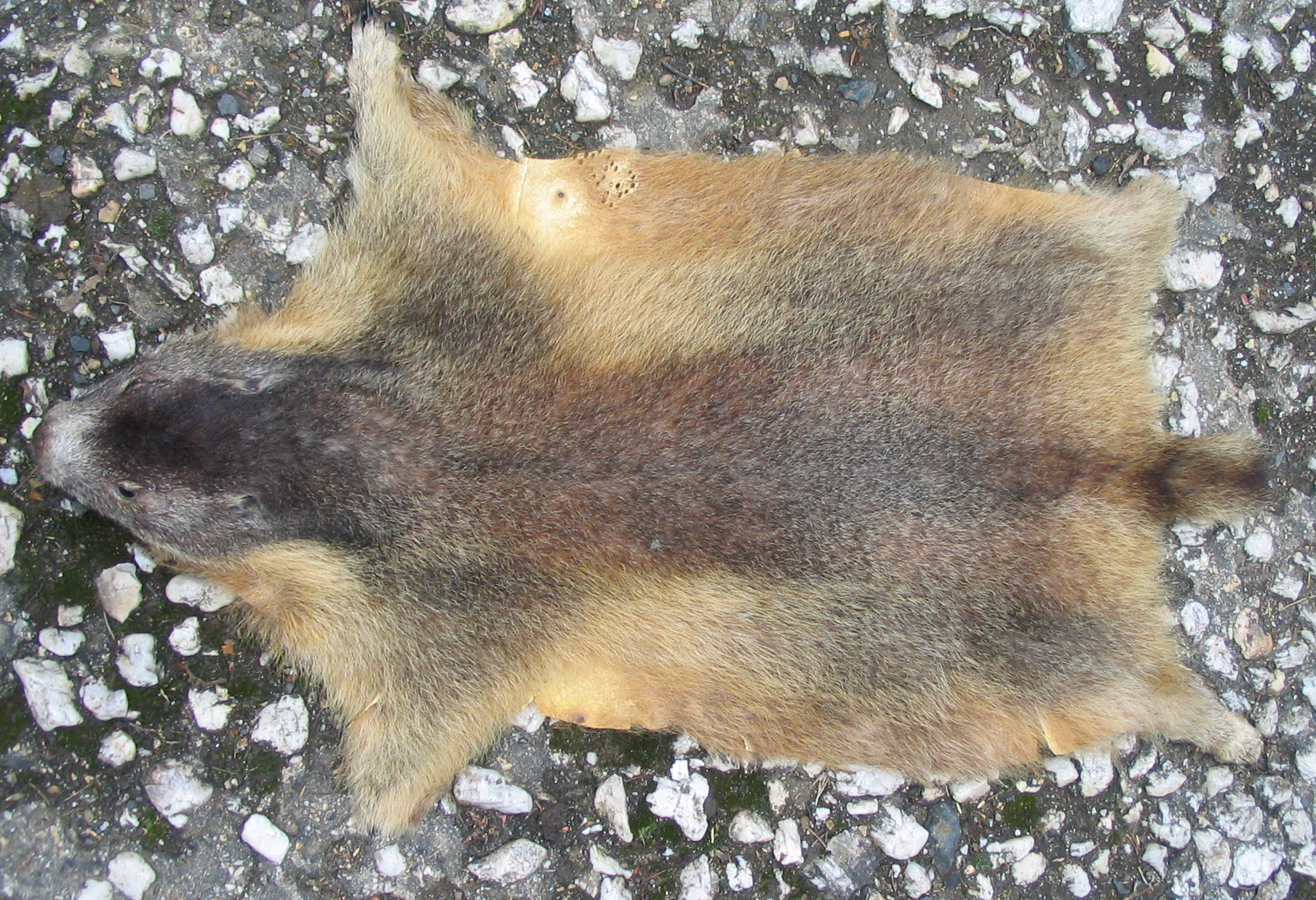
Alpenmurmelfell (Tirol)

Die Verbreitung des Alpenmurmeltiers  (Marmota marmota) erstreckte sich einst von den Pyrenäen bis zu den Ostkarpaten. Heute kommt es nur noch in den höheren Lagen der Alpen und einigen Teilen der Karpaten vor.
Das Fell ist ziemlich gedrungen mit einer Felllänge von etwa 53 bis 73 cm. Der kurze, dicht behaarte Schwanz beträgt nur ein Viertel der Körperlänge. Die Ohren sind kurz und rund.
Fellstruktur: Die etwas grobe, sehr matte Behaarung ist mittellang, wellig und dicht. Herbstfelle sind etwas dunkler und seidiger als die etwas helleren und gröberen Frühjahrsfelle. Der Rücken ist dunkel. Die Granne ist 27 bis 32 mm lang, die Leithaare bis 43 mm. Der Durchmesser der Granne beträgt 0,12 bis 0,14 mm. Beim Rückenhaar sitzt die Granne am Ende, beim Bauchhaar in der Mitte des Haares. Die Wollhaare sind 25 mm lang.
„Der Pelz ist rauh und dicht und hat für den Fellhandel kaum Bedeutung, zumal es sich dabei stets um Sommerfelle handelt“, im Winter ist der Fang praktisch nicht durchführbar. Dies erklärt auch allgemein, warum Murmel aus vielen Gebirgsgegenden kaum genutzt werden.

Muff aus nerzgefärbtem Murmelfell („Nerzmurmel“), ca. nach 1900

Das Waldmurmeltier (Marmota monax), auch Amerikanisches Murmeltier und weitere Namen, lebt in Nordamerika vom 35. bis 55. Grad nördlicher Breite, in Alaska, Labrador und British Columbia.
„Einige Bedeutung“ für den Fellhandel „haben die nördlichen Provenienzen des Waldmurmeltieres, die in den Auktionslisten der Hudson's Bay Company unter dem von den Cree-Indianern stammenden Namen Wheenusk geführt wurden. Färbung bräunlich mit gelbrötlichem bis grauschimmerndem Anflug. Die Population ist sehr stark, doch wird das Fell wenig genutzt, da die Behaarung ziemlich grob ist. Indianer verwendeten es einst als Futter zu ihrer Kleidung und zum Schmuck ihrer Trachten.“

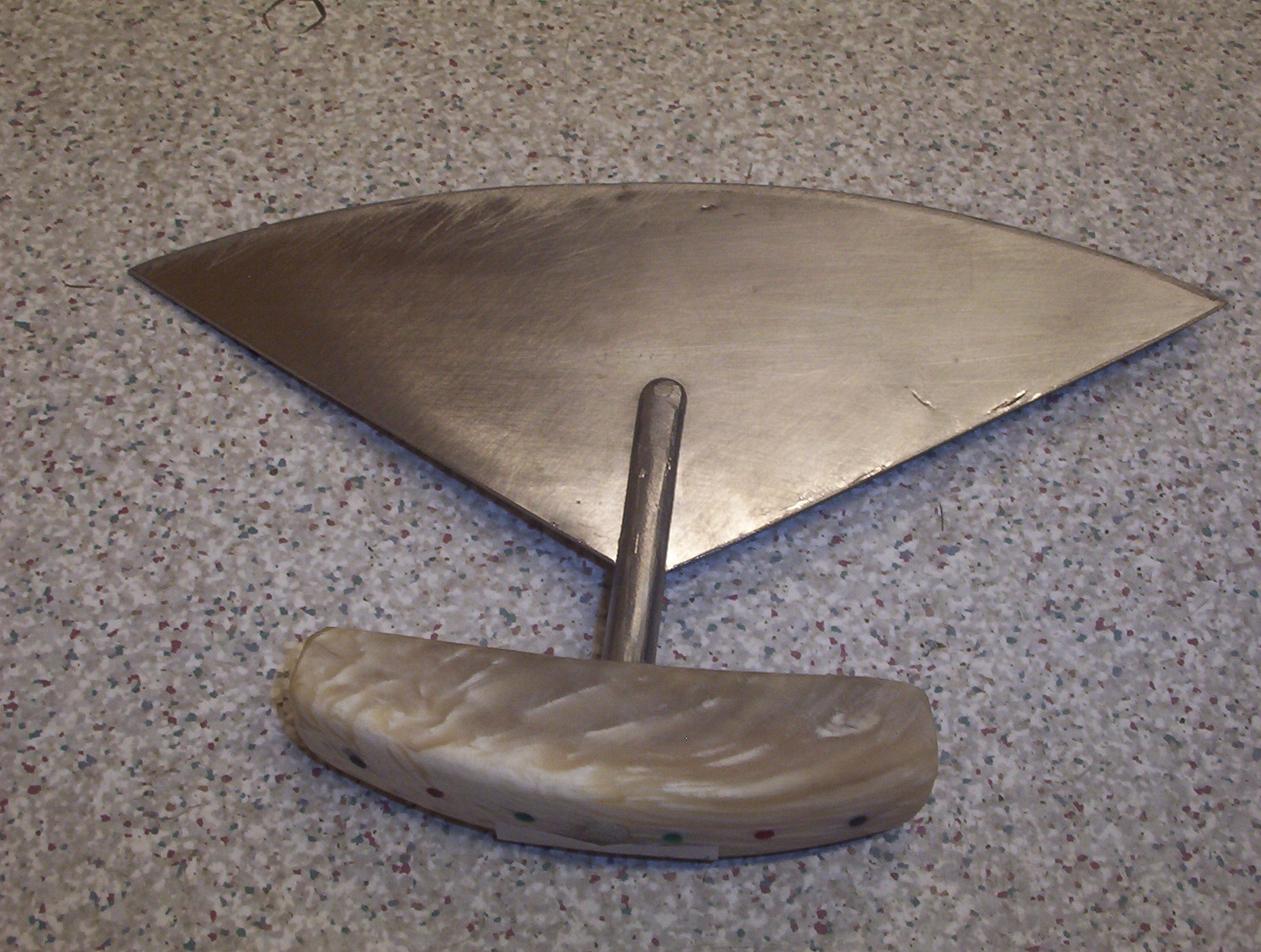
Ulu bzw. Ulo, „Weibermesser der Eskimos“

„So tragen die Eskimos auf Südalaska und auf den Aléuten ein Außenwams aus Murmelfellen. Sie ziehen diese vorher mittelst eines halbmondförmigen Weibermessers, Ulo genannt, ab, reinigen und schaben es, damit es von Aas befreit werde. Sie präparieren es auch mit Urin.“
Die Rohfelle werden offen, nicht rund abgezogen, angeliefert. Die Anlieferungen an die Fellmärkte sind unbedeutend. Meist waren es Sommerfelle, die vom Alpenmurmel bis in die erste Hälfte des 20. Jahrhunderts in den Handel kamen, da infolge der örtlichen Gegebenheiten die Winterjagd zu beschwerlich und nicht lohnend war. Die Hälfte der Felle war zudem durch Schusslöcher entwertet.
Die auch in Nordamerika lebenden Spezies, das Eisgraue Murmeltier und das Gelbbäuchige Murmeltier werden von der Pelzwirtschaft nicht genutzt, ebenso das in Afghanistan lebende Langschwänzige Murmeltier.

## Asiatisches Steppenmurmeltier

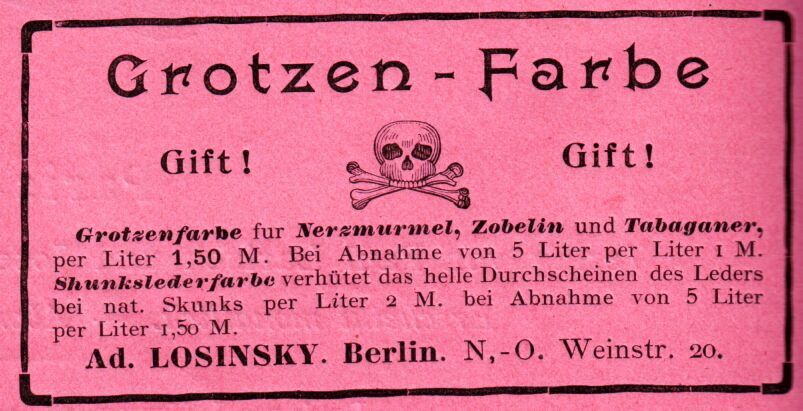
Anzeige in einer Kürschner-Fachzeitung, 1903

Das Fell des Steppenmurmeltiers (Marmota bobak) ist als Murmel, gelegentlich noch als Bobak oder Bobuk im Handel. Seine Heimat sind die Steppen im europäischen Teil der Sowjetunion, Kasachstans, Transbaikaliens; die Waldsteppe Westsibiriens, die Bergsteppen des Ost- und Zentral-Tienschans, Altai und der Mongolei, Nordostchina. Die stärkste Verbreitung befindet sich in Zentralasien. Im Kaukasus wurde er eingebürgert.
Die Fellfarbe ist im Herbst dunkelbraun, teils blaugrau. Sehr selten sind weiße Tiere. Die Felle aus der östlichen Mongolei sind mehr rötlich gefärbt.
Der Haarwechsel erfolgt wie bei den meisten Winterschlaf haltenden Tieren nur einmal, im Frühjahr. Kommen sie dann ans Licht, bleichen die Haare stark aus. Der Haarwechsel fängt in der Kreuzpartie an und setzt sich dann allmählich über Rücken, Schultern und Gliedmaßen fort. Beim asiatischen Wiesel unterscheidet man deshalb nach der Fangsaison (Zeit des Anfalls):
a) „Blues“, die blaue Herbstware (Oktober–Dezember, Zeit der Fellreife) ist geschmeidig im Haar und Leder, doch oft flachhaarig, seidig. Die Farbe ist dunkel, teils blaugrau (unter anderem die mongolischen Murmel) mit dunkelbläulicher Grannenspitze. Hochwertiger als die gelben Felle.
b) „Yellows“, die gelbe Frühlingsware, sie hat dünneres Haar und ist trocken im Leder. Das Haar ist härter und trocken (fettlos), etwas spröde, matt bis glänzend, gelblich bis rotgelblich.
Obwohl die Zurichtung die Felle entfettet erscheinen blaue Sorten im Haar weicher als gelbe.
Die Größe entspricht mit einer Felllänge von etwa 40 cm etwa der des Kaninchens, hinzu kommt der Schwanz mit etwas über 10 cm.
Fell- und Haarstruktur: Die Grannenhaare sind 25 bis 55 mm lang, dick und glatt; die dünnen Wollhaare sind gekrümmt und nur etwa halb so lang wie die Grannen, aber in 10-mal größerer Dichte. Auf der Bauchseite ist die Haardichte 2- bis 3fach geringer als auf dem Rücken. Die einzelnen Haare sind im Mittelteil hell, die Spitze ist bei den Wollhaaren weißlich, bei den Grannenhaaren dunkel.
Nur die Felle, die keine Haarwirbel aufweisen, gelten in der Rauchwarenbranche als vollwertig.
Der Haltbarkeitskoeffizient wird mit 70 bis 80 % angegeben. Bei einer Einteilung der Pelztiere in die Feinheitsklassen seidig, fein, mittelfein, gröber und hart wird das Murmelhaar als gröber eingestuft.

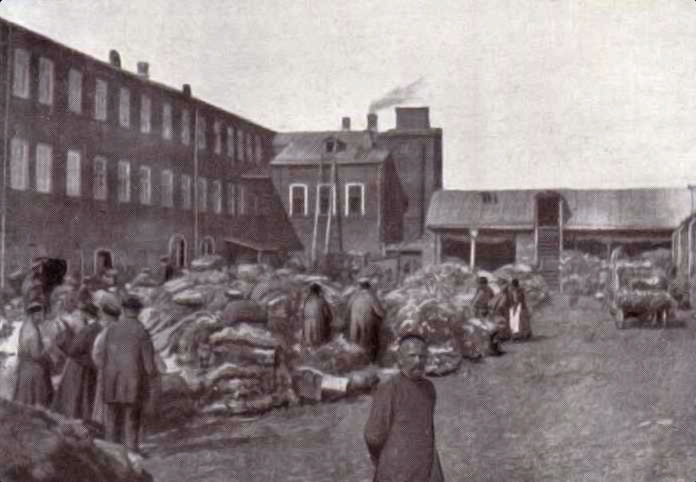
Pelzmesse in Nischni Nowgorod um 1900

Die Felle kommen aus vier Hauptgegenden: 1. dem Altai und den Sajanbergen; 2. der nördlichen Mongolei; 3. Nordwestchina und 4. Xinjiang. Daneben gibt es noch einige verstreute Vorkommen, namentlich Tibet, die westliche Mandschurei und die nachfolgend aufgeführten:
- Altai-Sajan Gegend:
  - Bijsk
- Chowd und Uliastai
- Nördliche Mongolei:
  - Urga
- Nordwestliches China:
  - Nordwesten (Gānsù) und Innere Mongolei
- Russland
- Xinjiang
- Mandschurei:
  - Nordosten (Hailar) und Manjur
- Tibet

Automobilistenmantel aus Murmelfell. In einem amerikanischen Verkaufsprospekt von 1910 als „Russischer Nerz (Murmel)“ bezeichnet.

Der Handel unterscheidet vor allem folgende Qualitäten:
- Tarbagan (Tarbogan, Gebirgsmurmel) aus dem Altai, Semipalatinsk, Mittelsibirien, Ostsibirien.
  - Die Felle sind besonders groß (60 bis 70 cm) und voll im Haar (rauch), die graugelbe Unterwolle ist lang und sehr dicht. Die langen, sehr kräftigen Grannen sind gelblich gefärbt und haben einen guten Glanz, die Haarspitzen sind dunkelbraun. Ähnliche Felle kommen aus Ostsibirien und Kamtschatka.
  - Der türkische Name Tarbagan ist wahrscheinlich nach der Stadt Tarbacan benannt, obwohl verschiedene andere Herkommen damit bezeichnet werden.[10]
- Orenburger (Tschikalowa, Tschkalawa) aus der Kirgisensteppe.
  - Die Felle sind kleiner und schmaler als andere Sorten, halbrauch, ziemlich fein, gelblich. Sie werden besonders breit gespannt angeliefert. Sie galten als die gesuchtesten Qualitäten.
  - Der Name leitet sich vom ehemaligen Haupthandelsplatz ab, der Stadt Orenburg am Uralfluss, von wo aus die Felle ab Juni auf den Markt kamen und von meist deutschen Aufkäufern erworben wurden. „Der Rest kommt auf die Messe in Nishnij, wo die Felle aber meist nicht mehr so gut in Qualität sind wie die ersten Sendungen.“.[10] Die besten Sorten kommen aus dem Gebiet Orsk am Uralknie. Die Felle sind an ihrer langgestreckten Form erkennbar. Die Rohware enthielt ca. zehn Prozent „Schuss“ und einen kleinen Anteil an Mindelmurmeln, von denen zwei Felle für ein großes gerechnet wurden. Die Hauptsammelstelle für die Orenburger Murmelfelle war Moskau.[18]
- Beisky (von den Nordabhängen des Altai bis Petropawlowsk und Tomsk, nach Osten weniger vorkommend bis Jenisseisk), die Hauptmenge des Anfalls.
  - Große Felle, recht kurzhaarig. Matt bis glänzendes Haar. „Blaue Beiskys“ sind etwas blaugrau getönt.
  - Beisky nach der am Oberlauf des Ob gelegenen Stadt Bijsk in der Nähe von Tomsk, über die sie hauptsächlich in den Handel kamen. Der ursprüngliche Handelsweg ging über Chailas und Wernehnae-Udinsk (= Werchne-Udinsk bzw. Ulan-Ude[?]) mit der sibirischen Bahn nach Kalgan (heute Zhangjiakou). Aus den Randgebieten der Mongolei gelangten die Rohfelle über Urga (deshalb früher neben Beisky- auch Urgamurmel genannt,[22] heute Ulan Bator) nach Kjachta.
  - 1909 brach unter den mongolischen Murmeln eine schwere Seuche aus, die fast zehn Jahre lang durch die entstandene Materialknappheit zu hohen Fellpreisen führte. Die Murmelpest griff auch auf den Menschen über: Alles was mit den Tieren oder Fellen in Berührung kam verfiel der Krankheit. Sie forderte etwa 100.000 Menschenleben.[18]

Rechnung des Bremer Kürschners Hugo Köppe aus dem Jahr 1935 über einen Murmelmantel für 275 Mark

- - Emil Brass berichtete 1911 über Beisky-Murmel:

„Die Hauptjagdzeit für diese Tiere ist nicht das Frühjahr, wie bei den Orenburgern, sondern der Herbst und kommen die ersten frischen Sendungen im Dezember in Moskau auf den Markt, die Hauptmenge dann auf beim Pelzhandel auf der Irbit-Messe. Im Ganzen kommen etwa 2½ Millionen Felle jährlich an den Markt, die stets etwa 10 Proz. billiger sind als Orenburger. Meist werden dieselben so gehandelt, dass 60 Proz. blaue und 40 Proz. gelbe zusammen genommen werden müssen, doch wechselt dieser Prozentsatz häufig.“

- - Rauchwarenhändler Aladar Kölner 1930 in einem Vortrag anlässlich der IPA, der großen, vier Monate währenden Internationalen Pelz- und Jagdausstellung in Leipzig:

„Die mandschurischen Murmel kommen vielfach mit Murmeln aus der inneren Mongolei gemischt über China in den Handel. Früher konnte man die sogenannten Beisky-Murmel von den mandschurischen schon durch die äußere Aufmachung unterscheiden, da nämlich die Beisky in der Mitte gebrochen verpackt wurden, während die mandschurischen in der ganzen Fläche offen in den Ballen gelegt wurden. Heutzutage werden die mandschurischen Murmel teilweise auch gebrochen verpackt, um sie den Beisky äußerlich ähnlich zu machen. Während aber die Beisky-Murmel ziemlich trockenes Leder haben, sind die mandschurischen fett, dabei etwas größer und im Haar kürzer, flacher.“

- Russische (Saratow)
  - Sind etwas kurzhaariger als Beisky, weniger Deckhaare.
  - Beim „russischen Standard“ werden die größeren, Tarbaganer Murmel als eigene Fellart besonderer Herkommen gehandelt. Es wird zwischen „Tarbaganer“ und „Murmel“ wie folgt unterschieden:
    - Tarbaganer: Altaier, Semipalatinsker, Mittel-Asien, Ferganer, Jakutsker
    - Murmel: Mongolen, Mandschuren, Petropawlowsker, Orenburger, Beisky, Russische

  - Der Anfall von rohverbrannten Fellen (durch Verwesung hart im Leder) und Ausschuss ist bei mittelasiatischen Sorten sehr hoch, da die Felle mit Aas verkauft werden, im Gegensatz zu den Altaiern und Semipalatinskern, die ohne Aas angeliefert werden (1998).[16]

Nach Größen werden unterschieden:
- Krupny = groß (vollentwickelt)
- Kot(t)el = mittelgroß
- Mendel, Mindel: kleine (Jungfelle)[17]

Mongolei und China. Die Felle sind je nach Herkommen seidig gedrungen oder sehr flach, strohig mit wenig deckender Granne, oft mit Wirbeln. Xinjiang-Murmel haben sehr langes Haar und eine dunkle Farbe; jedoch oft rohverbrannt, gering in der Qualität.
Vom mongolischen Murmeltier werden drei ökologische Gruppen unterschieden:
1. Nach Größe und Qualität, beste Felle von dunkler bis schwarzer Farbe liefern die 'Altaj'-Murmeltiere. Das Fell zeichnet sich durch Dichte, Weichheit und reichlich entwickelte Unterwolle aus.
2. Der Pelz der etwas kleineren Murmeltiere des 'Changaj' besitzt dunkle Rückenhaare und lange Grannen, aber weniger dichte Unterwolle.
3. Das 'östliche' Murmeltier ist die kleinste Form mit einem rötlich gefärbten Haarkleid, welche qualitativ nicht an die beiden anderen Typen heranreicht.

Die Rohfelle kommen ebenfalls aufgeschnitten in den Handel, sie werden vor dem Weiterverkauf an den Zwischenhandel oder die Kürschner jedoch fast immer bereits zu Platten zusammengesetzt (Marmotskin plates).
- Der Frankfurter Rauchwarenhändler Richard König nannte 1952 noch die Kansummurmel. Sie sind strohig, grob und qualitativ mit den gut gedeckten Tabaganern und Beisky nicht zu vergleichen.[22]

Brass berichtete von einem japanischen Murmeltier, das in den Gebirgen Hondos lebt, aus „dessen Felle in den Badeorten und Touristenplätzen, wie z. B. Nijkko und Mynoshita, zu Pantoffeln und allerlei kleinen Andenken verarbeitet, angeboten werden. Für den Pelzhandel haben sie keine Bedeutung.“
Fritz Schmidt sah 1970 in seinem Standardwerk „Das Buch von den Pelzen und Pelztieren“ die in der damaligen Sowjetunion getätigte Pflege der Gattung als ein Beispiel, wie „der Bedarf der Wirtschaft an einer bestimmten Fellsorte durchaus gedeckt werden kann, ohne dass dadurch die Bestände das betreffenden Pelztieres eine stärkere und zunehmende Dezimierung erfahren. Alles, was für dieses Vorhaben von Nutzen war und es förderte, hegerische Betreuung, elastisch gehaltene Lenkung des Fanges je nach Größe der Bestände, Neu- bzw. Wiederansiedlung früher bewohnter Plätze usw. wurde aufgegriffen und angewendet – und zweifelsohne und offensichtlich mit recht gutem Erfolg.“ Es ist zu vermuten, dass diese Hege in dem Umfang mit dem Ende des bisherigen sozialistischen Systems nicht mehr stattfindet. Allerdings scheint das Murmeltier durch die Hinwendung der Mode insbesondere zum Zuchtnerz und der Abkehr von preisgünstigeren Nachahmungen anderer Pelzarten zumindest durch die Pelzjagd derzeit nicht bedroht.

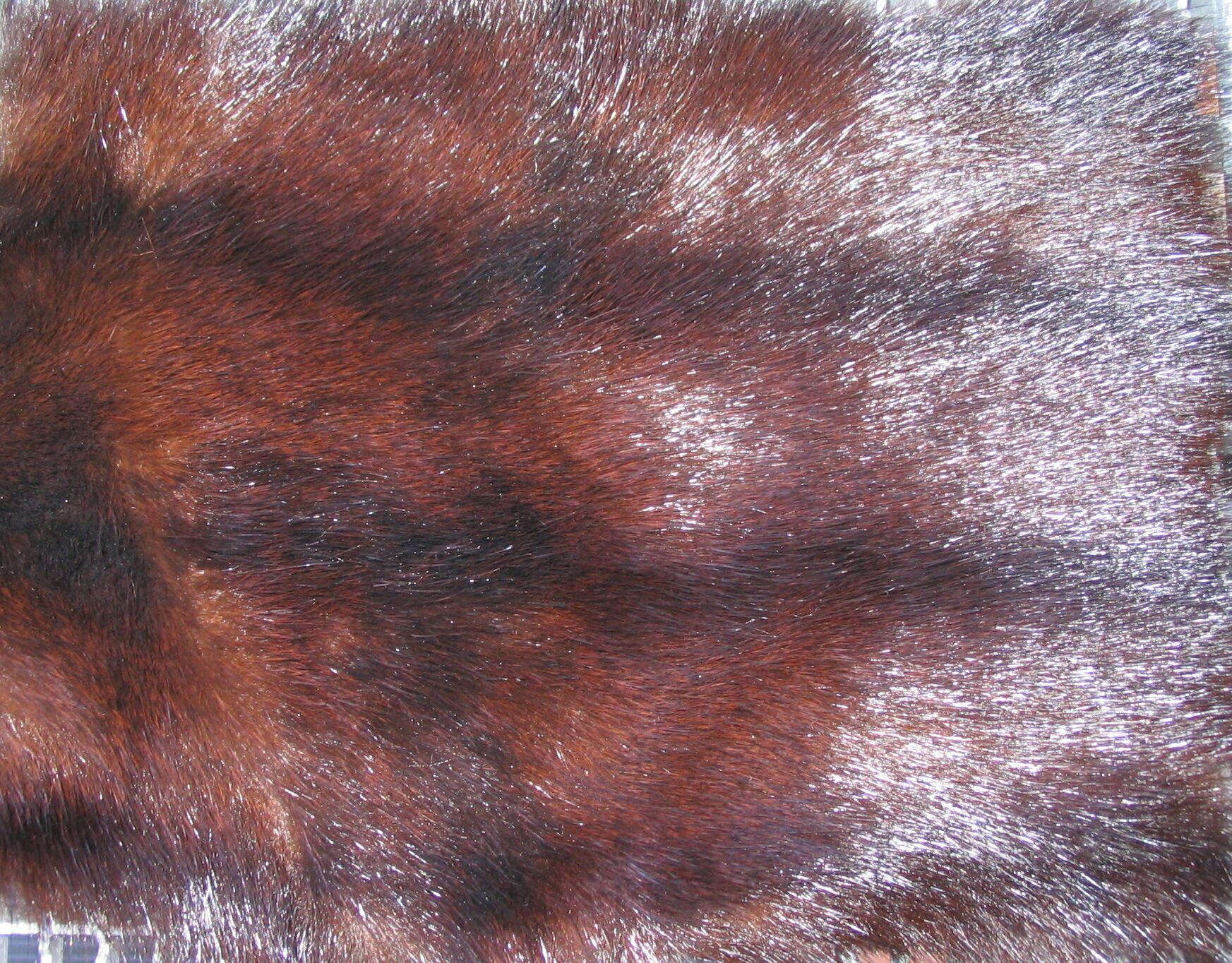
Nerzmurmelfell Teil einer nerzgefärbten, grotzierten Murmeltafel. Man sieht die nicht dem natürlichen Fell entsprechenden dunklen Grotzen (Fellrücken). 2008, ca. 35 Jahre alt
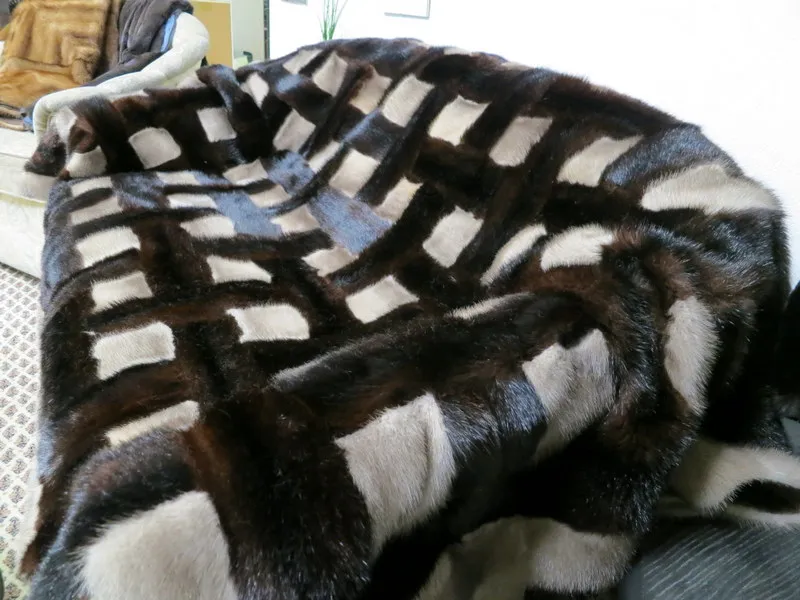
Decke umgestaltet aus einem alten Nerzmurmel-Mantel (dunkelbraun) und einer Nerzjacke (hellfarbig)

## Veredlung, Verarbeitung

Murmeljacke mit aufgedrucktem Jaguarmuster (ca. 1980)

Die Haltbarkeit guter Murmelqualitäten ist im Vergleich zu anderen Fellen der Familie der Hörnchenartigen sehr gut.
Der schöne Glanz kommt erst nach dem Färben richtig zum Vorschein. Schon 1814 steht in Schedels Waaren-Lexikon: „Die Felle werden gemeiniglich schwarz gefärbt und geben ein gutes Pelzwerk ab.“ 1895 werden die Murmel bereits meist zobel- oder nerzfarbig gefärbt (Zobel-Murmel, Nerz-Murmel, auch Skunks-Murmel). Diese Veredlung wurde lange Zeit fast ausschließlich von deutschen Firmen ausgeführt.
1902 erwähnte Larisch das „Grotzieren“ von Murmel; auf die zuvor nerzfarbig eingefärbten Felltafeln wird dabei die durch das Färben verloren gegangene dunklere Fellmitte wieder hervorgehoben. Nach Erfindung der Pelznähmaschine begann man Ende des 19. Jahrhunderts Felle auszulassen; mit den dadurch entstehenden schmalen Fellstreifen ließen sich neue modische Effekte erzielen, wie sie so wohl nur in der Kürschnerei denkbar sind. Dies versuchte man sehr schnell nachzuahmen, indem man die Grotzen auf preiswerteren Fellarten nicht mehr in der Fellmitte nur nachfärbte, sondern sie willkürlich in der Breite ausgelassen verarbeiteter Nerzstreifen auftrug. Larisch schrieb: „Für die Verarbeitung ist es jedoch ratsam Felle ohne Krotzenstreifen zu verwenden und dieselben mittels Schablonen erst auf den Gegenstand zu ziehen, wenn derselbe bereits gezweckt worden ist. Dadurch verschwinden die Quernäthe etwas leichter, und die Krotzen können der Form des Musters besser angepasst werden.“ Nachdem die Felle sehr schön zu Bodys, für jeweils einen Mantel oder Jacke reichende Felltafeln, verarbeitet wurden und die Färbung perfektioniert war, konnte man wohl sagen, dass es die vollendetste Nerzimitation sei (1952).
Als neu wurde 1925 die in Amerika in den Handel gebrachte Veredlung so genannter Susliki-Murmel bezeichnet. Das Grannenhaar wurde, wie vorher schon bei anderen Fellarten, ausgerupft und die Felle silbergrau oder bronzefarben eingefärbt.
Manchmal auch bedruckt, werden Murmeltafeln zu Jacken und Mänteln, aber auch für Besätze, Kragen und Hüte verarbeitet. Wegen der guten Wärmeeigenschaften wurden Alpenmurmelfelle oft für Felldecken genutzt, auch arbeiteten die Jäger sich Mützen daraus. Tarbaganer Murmel eignen sich wegen ihrer größeren Fellfläche und des längeren Haares vor allem für Besätze und Kleinteile; Orenburger und Beisky werden in der Hauptsache für Mäntel und Jacken verarbeitet.
Bis zum Zweiten Weltkrieg kamen Murmelfelle häufig noch als Felle und nicht als Halbfertigprodukte in Form von Tafeln zum Kürschner. Hermann Deutsch dazu 1930:
„Früher wurden in der Hauptsache Kragen und Müffe daraus gefertigt, heute jedoch sind die Felle als Material für Mäntel und Jacken ein sehr begehrter Artikel. Die Felle werden zur Verarbeitung für Jacken und Mäntel fast ausschließlich halbiert verarbeitet, seltener ausgelassen, so daß jeweilig der Grotzen an eine Seite kommt. Durch diese Art der Zusammenstellung werden sehr schöne Effekte erzielt und das Pelzwerk erfreut sich durch seine Haltbarkeit und dadurch, daß die daraus gefertigten Stücke verhältnismäßig billig sind wieder zunehmender Beliebtheit.“ 
Im Jahr 1965 wurde der Fellverbrauch für eine für einen Murmelmantel ausreichende Felltafel mit 30 bis 40 Fellen angegeben (sogenanntes Mantel-„Body“), für Mindelmurmel mehr. Zugrundegelegt wurde eine Tafel mit einer Länge von 112 Zentimetern und einer durchschnittlichen Breite von 150 Zentimetern und einem zusätzlichen Ärmelteil. Das entspricht etwa einem Fellmaterial für einen leicht ausgestellten Mantel der Konfektionsgröße 46 des Jahres 2014. Die Höchst- und Mindest-Fellzahlen können sich durch die unterschiedlichen Größen der Geschlechter der Tiere, die Altersstufen sowie deren Herkunft ergeben. Je nach Pelzart wirken sich die drei Faktoren unterschiedlich stark aus.

## Zahlen, Fakten
- 1864 bis 1950, Weltproduktion[17]

|         |                                             | Felle     |
| ------- | ------------------------------------------- | --------- |
| 1864    | (Heinrich Lomer)                            | 55.000    |
| 1900    | (Paul Larisch, Fritz Schmidt)               | 2.020.000 |
| 1923/24 | (Emil Braß)                                 | 200.000   |
| 1930    | (IPA – Internationale Pelzfach-Ausstellung) | 4.000.000 |
| 1950    | (Friedrich Lübstorff)                       | 1.800.000 |

Herren-Murmelmantel, Rockband „Firefall“ (1977)

- 1801 schrieb Buse über den Handel und die Preise: „Das Murmelthierfell kommt meistens aus Polen, doch liefert Rußland auch eine ziemliche Menge. Das Fell wird meistens schwarz gefärbt und kostet dann in Rußland 6 Kop. Auch im amerikanischen Pelzhandel kommen die Murmelthierfelle mit vor. Der Preis ist in Kjachta: von gemeinen oder geschwärzten 1 St. 15-25 Kop. – in London: Kanadische 1 ½ – 2 ½ Schelling.“[30]
- 1925 bietet der Rauchwarengroßhändler Jonni Wende an: Murmel: Nerzfarbig 9 bis 12 Reichsmark; zobelfarbig 8 bis 12 Reichsmark; Mindel (kleine) 5 bis 8 Reichsmark.[31]

- In den 1930er Jahren setzten sich beispielsweise einige größere Partien Murmelfelle, die auf den Leipziger Markt gelangten, wie folgt zusammen:[17]

a) 5000 Mongolen – Blaue (all blue)
20 % ex large
50 % large
25 % medium
  5 % small
Qualität: I = 40 %, II = 60 %
b) 5000 Murmel – Blaue (all blue)
50 % Mongolen – 50 % Urga
35 % ex large (22 × 12")
45 % large (18 × 10")
10 % medium
10 % small
Qualität: I = 80 %, II = 20 %
c) 5000 Mongolen
50 % ex large
50 % large
Qualität I = 80 %, II = 20 %
d) 10.000 Mongolen (90 % Blaue, 10 % Gelbe)
75 % ex large und large
15 % medium
10 % small
Qualität I = 75 %, II = 25 %
- Zwischen 1942 und 1957 fielen in der Mongolei jährlich rund 2 Millionen Felle an, in früheren Jahren sogar um 3 Millionen.

- 1943 betrug die Jagdstrecke im Schweizer Kanton Graubünden 9000, im Wallis 2200 Tiere.[32] Während des Zweiten Weltkriegs (1939–1945) betrug der jährliche Anfall durchschnittlich 14.000 Felle, während in Friedenszeiten bis dahin kaum 2000 bis 3000 Felle an den Markt gelangten.[17]

- Vor 1944 betrug der Höchstpreis für gefärbte Murmelfelle: große 12 RM, mittlere 9 RM.[33]
- 1971 war der Ertrag in der Mongolei pro Jahr auf etwa 1,1 Millionen zurückgegangen. Als unkontrollierbar wurde die Zahl der nicht genutzten Felle angesehen, die dadurch verloren gehen, dass die Tiere wegen des Fleisches geschossen und nach Landessitte meist im Fell gebraten werden.[3]

- 1987 soll für die damalige Sowjetunion der Jahresanfall um 1987 bei 200.000 bis 300.000 Fellen gelegen haben.[16]

In Leipzig und Leningrad, wo die Bobaks ausschließlich angeboten werden, wurden 1987 187.000 Felle versteigert. Derzeit werden sie in Deutschland in keiner erkennenswerten Menge mehr gehandelt.

## Anmerkung
1. ↑  Die angegebenen vergleichenden Werte (Koeffizienten) sind das Ergebnis vergleichender Prüfung durch Kürschner und Rauchwarenhändler in Bezug auf den Grad der offenbaren Abnutzung. Die Zahlen sind nicht eindeutig, zu den subjektiven Beobachtungen der Haltbarkeit in der Praxis kommen in jedem Einzelfall Beeinflussungen durch Gerbung und Veredlung sowie zahlreiche weitere Faktoren hinzu. Eine genauere Angabe könnte nur auf wissenschaftlicher Grundlage ermittelt werden.
Die Einteilung erfolgte in Stufen von jeweils 10 Prozent. Die nach praktischer Erfahrung haltbarsten Fellarten wurden auf 100 Prozent gesetzt.

## Belege
1. ↑  Wissenschaftliches Informationssystem zum Internationalen Artenschutz (Wisia) des Bundesamtes für Naturschutz.
2. ↑  Jahresbericht 2006 des Deutschen Archäologischen Institutes.
3. 1 2  N. Dawaa, M. Nicht, G. Schünzel: Über die Pelztiere der Mongolischen Volksrepublik (MVR). In: Das Pelzgewerbe 1971 Jg. XXI Neue Folge Bd. 1, S. 7–8.
4. 1 2 3  Fritz Schmidt: Das Buch von den Pelztieren und Pelzen, 1970, F. C. Mayer Verlag, München. S. 121–127.
5. ↑  Dr. Hans Damm, Leipzig: Murmeltiere in Nordsibirien. Das Pelzgewerbe, „Beilage zur Zeitschrift Hermelin“, Hermelin-Verlag, 1951, Nr. 1, Dr. Paul Schöps, Berlin, Leipzig. S. 27–28. Primärquelle: Beschreibung von dem Lande Kamtschatka, Frankfurt, Leipzig 1774, S. 126.
6. ↑  W. Jochelson: „The Yakuts“. Anthropological Papers of the American Museum of Natural History. New York, 1933, Part 2, S. 148 (Primärquelle: Dr. Hans Damm, Leipzig: Murmeltiere in Nordsibirien. Das Pelzgewerbe, „Beilage zur Zeitschrift Hermelin“, Hermelin-Verlag, 1951, Nr. 1, Dr. Paul Schöps, Berlin, Leipzig. S. 27–28).
7. ↑  J. G. Krünitz: Oekonomische Encyklopädie, Band 57: Kürschner – Kyrn, Brünn 1794, Stichwort Kürschner.
8. ↑  Ohne Autorenangabe: Der Stand der Rauchwarenveredlung um das Jahr 1800. In: Der Rauchwarenmarkt Nr. 80, Leipzig, 12. Oktober 1935, S. 5. Primärquelle: Karl Philipp Funke: Naturgeschichte und Technologie, Dessau 1798.
9. 1 2  Prof. D. Johann Heinrich Moritz Poppe: Johann Christian Schedels neues und vollständiges Waaren-Lexikon, Zweiter Teil M bis Z, Vierte durchaus verbesserte Auflage, Offenbach am Mayn, Verlag Carl Ludwig Brede, 1814. S. 68.
10. 1 2 3 4 5  Emil Brass: Aus dem Reiche der Pelze, 1911, Verlag der „Neuen Pelzwaren-Zeitung und Kürschner-Zeitung“, Berlin. S. 589–594.
11. ↑  H. Werner: Die Kürschnerkunst, Verlag Bernh. Friedr. Voigt, Leipzig 1914. S. 72–73.
12. ↑  „M“ (Philipp Manes): Norbert Cohnreich am 21. Februar 50 Jahre. In: Der Rauchwarenmarkt Nr. 36, 16. Februar 1922, S. 2–3
13. ↑  Philipp Manes: Die deutsche Pelzindustrie und ihre Verbände 1900-1940, Versuch einer Geschichte. Berlin 1941 Band 4. Durchschrift des Originalmanuskripts, S. 52–60 (→ Inhaltsverzeichnis).
14. ↑  Friedrich Jäkel: Der Brühl von 1900 bis zum 3. Weltkrieg (3. Fortsetzung). In: Rund um den Pelz Nr. 3, März 1966, S. 200.
15. 1 2 3  
Heinrich Dathe, Paul Schöps unter Mitarbeit von 11 Fachwissenschaftlern: Pelztieratlas, VEB Gustav Fischer Verlag Jena, 1986, S. 104–107.
16. 1 2 3 4 5  Christian Franke/Johanna Kroll: Jury Fränkel’s Rauchwaren-Handbuch 1988/89, 10. überarbeitete und ergänzte Neuauflage, Rifra-Verlag Murrhardt. S. 168–170.
17. 1 2 3 4 5 6 7 8 9 10  
Paul Schöps u. a.: Die Murmeltiere. In: Das Pelzgewerbe Jg. VI / Neue Folge, 1955 Nr. 4, Hermelin-Verlag Dr. Paul Schöps, Leipzig, Berlin, Frankfurt am Main, S. 126–136.
18. 1 2 3  Alexander Tuma: Pelz-Lexikon. Pelz- und Rauhwarenkunde. XX. Band. Verlag Alexander Tuma, Wien 1950. S. 16–18, Stichwort „Murmel“ u. a.
19. ↑  Dr. Paul Schöps; Dr. H. Brauckhoff, Stuttgart; K. Häse, Leipzig, Richard König, Frankfurt/Main; W. Straube-Daiber, Stuttgart: Die Haltbarkeitskoeffizienten der Pelzfelle in Das Pelzgewerbe, Jahrgang XV, Neue Folge, 1964, Nr. 2, Hermelin Verlag Dr. Paul Schöps, Berlin, Frankfurt/Main, Leipzig, Wien, S. 56–58.
20. ↑  Paul Schöps, Kurt Häse: Die Feinheit der Behaarung – Die Feinheits-Klassen. In: Das Pelzgewerbe Jg. VI / Neue Folge, 1955 Nr. 2, Hermelin-Verlag Dr. Paul Schöps, Leipzig, Berlin, Frankfurt am Main, S. 39–40.
21. ↑  Max Bachrach: Fur. A Practical Treatise. Verlag Prentice-Hall, Inc., New York, 1936. S. 150–157 (englisch).
22. 1 2 3  Richard König: Ein interessanter Vortrag (Referat über den Handel mit chinesischen, mongolischen, mandschurischen und japanischen Rauchwaren). In: Die Pelzwirtschaft Nr. 47, 1952, S. 50.
23. ↑  Aladar Kölner in Fa. D. Kölner, Leipzig: Chinesische, mandschurische und japanische Pelzfelle, Rauchwarenkunde. Elf Vorträge aus der Warenkunde des Pelzhandels, Verlag Der Rauchwarenmarkt, Leipzig 1931. S. 106–107
24. ↑  Sosorbaram, 1968. Zitiert in Über die Pelztiere der Mongolischen Volksrepublik (MVR), s. dort.
25. ↑  Heinrich Hanicke, Kürschnermeister: Handbuch für Kürschner, 1895, Verlag von Alexander Duncker in Leipzig.
26. ↑  Paul Larisch und Josef Schmid unter Mitarbeit hervorragender Fachmänner: Das-Kürschner-Handwerk III. Teil. Die Verarbeitung der Felle. 1. Jahrgang, Nr. 2, Paris, November 1902. S. 57.
27. ↑  Max Nasse: Amerikas Pelzindustrie – Ergebnisse einer Studienreise deutscher Kürschner und Pelzwarenfabrikanten. Berlin 1925, S. 40.
28. ↑  Hermann Deutsch: Die moderne Kürschnerei. Handbuch für den Kürschner, Färber, Bleicher, Zuschneider und Konfektionär, A. Hartleben’s Verlag, Wien und Leipzig, 1930. S. 98–99.
29. ↑  Paul Schöps u. a.: Der Materialbedarf für Pelzbekleidung. In: Das Pelzgewerbe Jg. XVI / Neue Folge 1965 Nr. 1, Hermelin-Verlag Dr. Paul Schöps, Berlin u. a., S. 7–12. Anmerkung: Die Angabe für ein Body erfolgte nur, um die Fellsorten besser vergleichbar zu machen. Tatsächlich wurden nur für kleine (bis etwa Bisamgröße) sowie für jeweils gängige Fellarten Bodys hergestellt, außerdem für Fellstücken. Folgende Maße für ein Mantelbody wurden zugrunde gelegt: Körper = Höhe 112 cm, Breite unten 160 cm, Breite oben 140 cm, Ärmel = 60 × 140 cm.
30. ↑  Gerhard Heinrich Buse: Das Ganze der Handlung, oder vollständiges Handbuch der vorzüglichsten Handlungskenntnisse: für angehende Kaufleute, Mäkler, Manufakturisten, handlungsbeflissene Jünglinge und Lehrer in Handlungsschulen, in zweckmäßiger Ordnung abgefaßt von Gerhard Heinrich Buse. Vollständiges Handbuch der Waarenkunde : welcher die Waaren a. der Pelzhändler, b. der Lederhändler, c. ... enthält. Hennings, 1801, S. 101 (google.de [abgerufen am 14. August 2013]).
31. ↑  Firmenprospekt der Firma Jonni Wende, Rauchwaren en gros, Hamburg, Düsseldorf, Leipzig, New York, August 1925, S. 11.
32. ↑  Pelzgewerbe 1955/4. Primärquelle Schweizer Pelzgewerbe 1944, Nr. 72.
33. ↑  Friedrich Malm, August Dietzsch: Die Kunst des Kürschners. Fachbuchverlag Leipzig 1951, S. 48.